# Jacques Laffite
Jacques-Henri Laffite (ur. 21 listopada 1943 w Paryżu) – były francuski kierowca wyścigowy. Brał udział w wyścigach Formuły 1 w latach 1974–1986.
Dwa razy związany był z Williamsem i Ligierem. Największe sukcesy odnosił w latach 1979–1981, kiedy trzy razy z rzędu zajął czwarte miejsce w klasyfikacji generalnej.
Z Formuły 1 wycofał się po wypadku do którego doszło podczas GP Wielkiej Brytanii na torze Brands Hatch w 1986. Laffite złamał obie nogi, ale wkrótce wyleczył się i zaczął ścigać się w wyścigach samochodów turystycznych. Obecnie pracuje jako komentator francuskiej telewizji TF1.